# 7623 Stamitz
A 7623 Stamitz (ideiglenes jelöléssel 9508 P-L) a Naprendszer kisbolygóövében található aszteroida. Cornelis Johannes van Houten,  Ingrid van Houten-Groeneveld és Tom Gehrels fedezte fel 1960. október 17-én.